# Киндши, Йёри
Йёри Киндши (нем. Jöri Kindschi; 8 октября 1986 года, Давос, Швейцария) — швейцарский лыжник, участник Олимпийских игр в Сочи. Специалист спринтерских гонок. 

## Карьера
В Кубке мира Киндши дебютировал 25 ноября 2006 года, в декабре 2011 года первый раз попал в десятку лучших на этапе Кубка мира, в спринте. Всего на сегодняшний день имеет на своём счету 4 попадания в десятку лучших на этапах Кубка мира, 3 в личном спринте и 1 в командном. Лучшим достижением Киндши в общем итоговом зачёте Кубка мира является 65-е место в сезоне 2012-13. 
На Олимпийских играх 2014 года в Сочи занял 22-е место в спринте свободным ходом.
За свою карьеру принимал участие в двух чемпионатах мира, лучший результат 15-е место в командном спринте на чемпионате мира 2013 года, а в личных гонках 38-е место в спринте на чемпионате мира 2011 года.
Использует лыжи и ботинки производства фирмы Fischer.